# Oskar Braaten
Oskar Braaten (25 de Novembro de 1881 – 17 de Julho de 1939) foi um romancista e dramaturgo norueguês.

## Biografia
Oskar Alexander Braaten nasceu em Sagene, um bairro da cidade de Oslo. Sagene foi uma das mais antigas zonas industriais da Noruega desde meados do século XIX. Oskar Braaten frequentou a escola em Sagene até aos 15 anos de idade. Em 1899 foi contratado pelo alfarrabista Bertrand Jensen para quem trabalhou até 1910.
Embora nascido e criado em Oslo, Braaten juntou-se ao movimento predominantemente rural landsmål.
Braaten é muito conhecido pelos romances e peças de teatro populares retratando a vida dos trabalhadores das fábricas ao longo do rio Akerselva em Oslo. Publicou sete romances entre 1917 e 1925 transmitindo uma nova imagem de Oslo desconhecida antes na literatura. Braaten foi talentoso a apresentar imagens vívidas e ricamente matizadas da vida da classe trabalhadora do leste de Oslo no período histórico da industrialização. A crítica da injustiça e da desigualdade despontam, mas os seus trabalhos literários tendem relativamente pouco para a política.
Desde o início do Det Norske Teatret em Oslo, em 1915, e até morrer foi consultor e gestor do teatro. Foi consultor para o teatro no período 1915-25, serviu como seu diretor (Teatersjef) de 1934 a 1936 e director de cena de 1937 até a sua morte. Foi editor da For Bygd og em 1912 e co-editor da St. Hallvard a partir de 1933. Braaten foi o Presidente da Associação do Escritor Norueguês (Den norske forfatterforening) no final de 1921/22 e novamente em 1933.

## Vida Pessoal
Oskar Braaten e Nanna Thorvaldsen casaram em 1910. Tiveram o filho Bjorn em 1912 e a filha Berit em 1918. Em 1921, a família foi para Ullevål Hageby, uma área residencial no bairro Nordre Aker de Oslo.

## Obras Seleccionadas
- Kring fabrikken (1910) (Junto da Fábrica)
- Ungen (1911) (A criança)
- Bak høkerens disk (1918) ( Por trás do balcão do lojista )
- Fabrikken (1918) (A Fábrica)
- Ulvehiet (1919) ( A toca do lobo )
- Den store barnedåpen (1925) ( O grande baptismo )
- Godvakker-Maren (1927) ( Bom e bonito Maren )